# Klaus Uhlenbrock
Klaus Uhlenbrock (* 30. Januar 1964 in Borghorst) ist ein deutscher Autor.

## Leben
Klaus Uhlenbrock begann bereits 1981 mit der Schriftstellerei. Zunächst mit Abenteuer Erzählungen (10 Bände) unter dem Pseudonym Richard Eulenwald, aber auch mit Kinderbüchern, Comics und Kurzgeschichten.
Ab 1989 entstanden dann erste Kriminalromane, die seit 1997 regelmäßig bei verschiedenen Verlagen erschienen.
Seit 2002 arbeitet er zudem erfolgreich als Autor und Produzent insbesondere von Kinder- & Jugendhörspielen und Filmen für verschiedenste Auftraggeber. Bisher sind zahlreiche Arbeiten publiziert und ausgezeichnet worden (unter anderem Deutscher Hörspielpreis, Heimatpreis Stadt Steinfurt, Bündnis für Demokratie & Toleranz NRW u. a.).
Darüber hinaus schrieb er Drehbücher für Kino-Produktionen und Museum-Guides, die ebenfalls prämiert und in einige Datenbanken aufgenommen wurden (u. a. Amazon-Prime, LWL-Münster, Römermuseum Monheim (UNESCO-Weltkulturerbe), Yad Vashem (Holocaust Gedenkstätte - Jerusalem), KULT Vreden). 
Klaus Uhlenbrock lebt mit seiner Frau und zwei Kindern in Steinfurt.

## Werke (Auswahl)
- Bauernopfer. Tecklenborg Verlag, Steinfurt 2005, ISBN 978-3-934427-86-0.
- Beelzebub. Tecklenborg-Verlag, Steinfurt 2008, ISBN 978-3-939172-36-9.
- In Requiem Pace. Tecklenborg Verlag, Steinfurt 2007, ISBN 978-3-939172-12-3.
- Jenseits der Schwelle. Principal-Verlag, Münster 2002, ISBN 3-932293-86-X.
- Kümmel, Schrot & Korn. Tecklenborg Verlag, Steinfurt 2008, ISBN 978-3-939172-43-7.
- Der Lingwurm. Tecklenborg Verlag, Steinfurt 2007, ISBN 978-3-939172-29-1.
- Mit Grüßen aus Holland. Principal-Verlag, Münster 1989, ISBN 3-932293-53-3.
- Nur ein Spiel. Tecklenborg Verlag, Steinfurt 2010, ISBN 978-3-939172-64-2.
- Regen über Vietnam. Principal-Verlag, Münster 1997, ISBN 3-932293-11-8.
- Tiefe Wunden. Tecklenborg Verlag, Steinfurt 2006, ISBN 978-3-939172-07-9.